# Художественный музей Медоуз (Шривпорт)
Художественный музей Медоуз (англ. Meadows Museum of Art, Shreveport) — художественная галерея в американском городе Шривпорт (штат Луизиана), основанная в 1975 году; является частью местного «Centenary College»; основой коллекции стало собрание нефтепромышленника Алгура Медоуза (1899—1978) — другим музеем основанным им стал музей Медоуз в Далласе (штат Техас); проводит временные выставки произведений современного искусства.